# Diclinanona tessmannii
Diclinanona tessmannii Diels – gatunek rośliny z rodziny flaszowcowatych (Annonaceae Juss.). Występuje naturalnie w Peru, Kolumbii oraz Brazylii (w stanach Acre i Amazonas). 

## Morfologia
PokrójZimozielone drzewo dorastające do 14 m wysokości.
LiścieMają odwrotnie jajowaty kształt. Mierzą 13–19,5 cm długości oraz 5,5–8,5 cm szerokości. Są prawie skórzaste. Nasada liścia jest od ostrokątnej do rozwartej. Blaszka liściowa jest o spiczastym wierzchołku. Ogonek liściowy jest nagi i dorasta do 10 mm długości.
KwiatySą pojedyncze, rozwijają się w kątach pędów. Działki kielicha mają owalny kształt i dorastają do 5–6 mm długości. Płatki mają równowąski kształt i osiągają do 11–13 mm długości. Kwiaty mają 30 słupków.
OwoceMają elipsoidalny kształt. Osiągają 10 cm długości i 6 cm szerokości.

## Biologia i ekologia
Rośnie w wilgotnych wiecznie zielonych lasach. Występuje na terenach nizinnych.